# Epidendrum apaganum
Epidendrum apaganum är en orkidéart som beskrevs av Rudolf Mansfeld. Epidendrum apaganum ingår i släktet Epidendrum och familjen orkidéer. Inga underarter finns listade i Catalogue of Life.